# Rational Response Squad
La Brigada de Respuesta Racional (en inglés: Rational Response Squad, o RRS) es una organización de personas ateas que lucha contra lo que considera como ideas irracionales, principalmente teístas y, entre ellas particularmente, las cristianas.
Los cofundadores de RRS son Brian Sapient y Rook Hawkins (alias utilizados para mantener su anonimato). La Rational Response Squad junto con el director de cine Brian Flemming fueron noticia en diciembre de 2006 por su Blasphemy Challenge.

## Reto de la blasfemia
La llamada Blasphemy Challenge comenzó en diciembre de 2006 como un proyecto basado en internet, que animaba a los ateos a salir del armario y hacerse visibles en la sociedad.
El reto consistía en pedir a los ateos que enviaran vídeos a Youtube en los que se grabaran a sí mismos blasfemando o negando al Espíritu santo.
Según la interpretación de RRS de varios pasajes bíblicos (más exactamente Marcos 3:28-29 y Mateo 12:30-32) esta acción se considera un pecado imperdonable. Así, los usuarios que participaran frozaban el cruce de una línea de no retorno para probar que realmente no creían en Dios y aceptaban las consecuencias si tras su muerte descubrían que la forma cristiana de Dios abrahámico existía. Los 1001 primeros participantes recibían además un DVD con el documental The God who wasn't there.